# Akadálytalan áramlás
Az akadálytalan áramlás biztosítása a lean megvalósításának öt stratégiai alapelve közé tartozik. Az áramlás definíció szinten azt jelenti, hogy az értékteremtő tevékenységeket mindenféle megszakítás nélkül el lehet végezni. Az áramlás akkor jön létre, ha a termék akadálymentesen át tud áramolni az értékáramon.
            Ahhoz, hogy megfelelő áramlást elérjük a következő lépéseket kell összehangoltan végrehajtani:
- Értékáram kiválasztása: ki kell választani azt az értékáramot melyben az áramlás végrehajtását kívánjak megvalósítani. Ez lehet bármilyen folyamat, legyen akár szó termékfejlesztésről vagy termelési tevékenységről. A legtanácsosabb, ha azzal a termékkel kezdünk a mely a legfontosabb vevőt szolgálja ki.
- Akadályok megszüntetése: fontos megszüntetni minden olyan akadályt, amely akadályozza terméket abban, hogy szabadon áramolhasson. Többféle akadály is lehet, mint például a pazarlások, rossz berendezések elhelyezése stb.. Különösen érzékeny terület a hagyományos szervezeti és felelősségi határok átszervezése.
- Lean eszközökre való támaszkodás: más lean eszközöket is alkalmaznunk kell az áramlás megvalósítása során. Például ha kiváló a minőség, akkor nem keletkeznek selejtek, amik miatt nem kell megszakítani az áramlást.

A legalapvetőbb probléma szokott lenni, hogy ellentmond a józanésznek az áramlásban való gondolkodás, ugyanis a legtöbb ember számára egyértelműnek tűnik az, hogy a munkát részlegekbe és tételekbe kell rendezni. Azonban azáltal, hogy létrehozzák a részlegeket és a tételeket feldolgozó speciális berendezéseket komoly akadályt gördítenek a folyamatos akadálymentes áramlás útjába.

## Története
Elsőként Henry Ford és társai aknázták ki az áramlásban rejtőző lehetőségeket. Ford a végső összeszerelésnél alkalmazott folyamatos áramlást, melynek következtében 90%-kal csökkentette a Ford T-modell összeszereléséhez szükséges ráfordítást 1913 őszén. Továbbá megfelelő sorrendbe állította a T-modell gyártásához szükséges berendezéseket ezzel megpróbálva folyamatos áramlást létrehozni a nyersanyagtól a kész autó szállításáig. Ennek következtében ugrásszerűen javult a munkatermelékenység. Azonban csak a speciális esetet fedezte fel, ugyanis a módszere csak akkor működött HA:
- a nagy sebességű összeszerelő sorok működtetéséhez szükséges termelési volumen elég nagy volt
- pontosan ugyanolyan alkatrészek kellettek minden termékhez
- több éven keresztül csak ugyanazt a terméket gyártották.

Taiichi Ohno és műszaki kollégái, köztük Shigeo Shingo arra a következtetésre jutottak, hogy a folyamatos áramlást valódi kihívása a kistételes termelésben rejlik. Ugyanis teljesen más a helyzet, ha nem több millió darabra van szükség egy adott termékből, hanem csak néhány száz vagy annál is kevesebb mennyiségre. Az emberi szükségletek nagyját ezek a szerény patakocskák elégítik ki, nem pedig néhány hatalmas folyam, ez az általános eset.
Ohnonak és társainak sikerült megvalósítani a folyamatos áramlást a kis volumenű gyártásban is, úgy hogy megtanulták gyorsan átállítani a gépeket az egyik típusú termékről a másikra, valamint, hogy a megfelelő méretűvé tették a berendezéseket, úgymond miniatürizálták, ezáltal különböző lépéseket tudtak elvégezni egymás mellett lévő gépeken és a feldolgozás tárgya így folyamatos áramlásban haladt.

## Módszerei

### Just-In-Time (éppen időben elv)
Just-In-Time vagyis az éppen idő elv esetén a terméket pontosan ott és akkor, olyan mennyiségben kell leszállítani, ahol, amikor és amennyire szükség van. A szükségesnél korábbi teljesítési készletet hoz létre, a későbbi teljesítésnél viszont a vevő kényszerül arra, hogy várjon. Az éppen időben elv esetén nincs mód túltermelésre. Továbbá a JIT kikényszeríti a megfelelő minőséget, hiszen készlet hiányában nincs mód a selejt cseréjére.

### Egydarabos áramlás
Az ideális lean állapot az, amikor az áramlás folyamatos, vagyis az egy darabos sorozatnagyság. Ugyanis az egy darabos áramlás azonnali reagálást biztosít a változó igényekre, mint például a vevő igényére. Ha megvalósítjuk az egy darabos áramlást, akkor az átfutási idő megközelíti a műveleti idők összességét. Gyakorlatban az a jellemző, hogy adott volument több kisebb sorozatban állítják elő a megvalósítás korlátai miatt. A leanben ezt a módszertant simításnak nevezik.

### Ütemidő-tervezés
A takt time planning, vagyis ütemidő tervezés, a takt szóból ered, mely ütemet jelent. Az ütemidő azt az időegységet jelenti, melyen belül az adott terméknek el kell készülnie, annak érdekében, hogy a vevői igényt kielégítsük. Az ütemidő-tervezés célja, hogy segítsen létrehozni egy olyan stabil környezetet, mely során az áramlás folyamatos.

### Heidzsunka (kiegyensúlyozott termelés)
A heidzsunka az egy kulcsfontosságú elem a Toyota termelési rendszerben. Arra használják, hogy kiegyenlítse a termelési kibocsátást, ha  ha a vásárlói kereslet fluktuál – ezáltal  egyenletes termelési programot biztosítson minden egyes termék esetében, ezáltal csökkentve vagy kiküszöbölve az "ostorcsapás" hatást.
A kiegyensúlyozott termelés vagy kiegyenlített termelés, más néven termeléssimítás (eredeti japán elnevezése szerint – heidzsunka (平準化),

### SMED (gyors átállás)
A SMED szó az angol Single Minute Exchange of Die kifejezésnek a rövidítése, amely magyarul azt jelenti, hogy gyors átállás. Ez egy olyan módszer, amely az átállási idő drasztikus csökkentését tűzte ki célul. Ha szó szerint szeretnénk lefordítani, akkor azt jelenti, hogy egy számjegyű, vagyis kevesebb, mint 10 perc alatt kell tudnunk átállni. Ezt a módszert 1950-es években fejlesztette ki Shiego Shingo. Ha a szó szerinti értelmezésnél maradunk, akkor a SMED elérése után következő célunk az OMED, mely azt jelenti, hogy egy percen belül kell átállni. A végső cél azonban az, hogy a különböző típusú termékek gyártása között egyáltalán ne legyen szükség átállási időre.

### Jidoka (beépített minőség)
A Jidoka elv szerint a termelés minden lépcsőjére ki kell terjeszteni a minőség-ellenőrzést. Továbbá fontos láthatóvá tenni az összes folyamatot, így azonnal fény derül minden rendellenességre és meg lehet kezdeni a megfelelő intézkedéseket. A Jidoka úgy is értelmezhető, mint az „emberi érintéssel történő automatizálás”, ugyanis a minőségért minden teamben dolgozó munkatárs felel ezáltal a felügyelet is folyamatos és el kell végeznie a minőség-ellenőrzést mielőtt a termék átkerülne a következő fázisba a gyártás során. A Jidoka elvet négy tényező is segíti a folyamatos minőség-ellenőrzésben:
- genchi genbutsu (probléma forrása)
- andon tábla
- szabványosítás
- hibabiztos technológiák